# کباب
کِباب یکی از معروف‌ترین و محبوب ترین غذاهای مورد علاقه مردم آسیا است. در تهیه و پخت بیشتر کباب‌ها از گوشت قرمز بریده یا چرخ شده بره، گوسفند، گاو یا گوساله استفاده می‌شود. همچنین در مراحل تهیه اکثر کباب‌ها از پیاز و ادویه‌جات استفاده زیادی می‌شود. نوعی از آنچه در ایران با نام کباب چنجه نامیده می‌شود، نیز در کشورهای غربی با نام شیش‌کباب شناخته شده و معروف است. همچنین آنچه در ایران با نام کباب کوبیده معروف است در قفقاز به نام کلی کباب یا در برخی نقاط به نام لوله‌کباب شناخته می‌شود. دنده کباب یکی از کباب های ایرانی است که مخصوص کرمانشاه بوده و به ثبت ملی رسیده‌است.
از آنجا که واژه کباب یک واژه پارسی است و در شعر شاعران پارسی زبان از جمله رودکی و فردوسی نیز آمده، هر کشوری که این خوراک را با نام کباب عرضه می‌کند، تحت تاثیر کباب در ایران بوده است .
لب تر مکن به آب، که طلقست در قدح
دست از کباب دار، که زهرست توامان
" رودکی ، قصیده شماره نود"
چربی فراوری نشده‌ای که در هنگام طبخ غذا از بافت‌های پرچربی یا استخوان‌های گوسفند یا گاو و نیز در هنگام کباب کردن از گوشت خارج می‌شود به «اشک کباب» معروف است.
کباب اگرچه کم و بیش در میان ملت‌های آسیای باختری و آسیای میانه دور و دراز دارد، اما به نظر می‌رسد تعریف و شناسایی و ورود آن به فرهنگ غذایی ملت‌ها نخست‌بار توسط ایرانی‌ها بوده است. مهم‌ترین دلیل در این باره را همانا می‌توان نام فارسی کباب دانست که به همین شکل در میان ملت‌های گوناگون در اروپا و آسیا رواج دارد. در روزگار نزدیک‌تر به ما نیز نشانه‌های تاریخی از این حکایت می‌کند که کباب شاهان قاجار خدمت بزرگی به آشپزی ایرانی کرده‌اند. گویا ناصرالدین‌شاه کباب کوبیده را که پیشتر در میان سرزمین‌های ایرانی قفقاز رایج بوده به آشپزان خود معرفی کرده و کباب قفقازی با دست و پنجه آشپزهای تهرانی تبدیل به کباب کوبیده به شکل کنونی شده‌است. 

## کباب در ایران

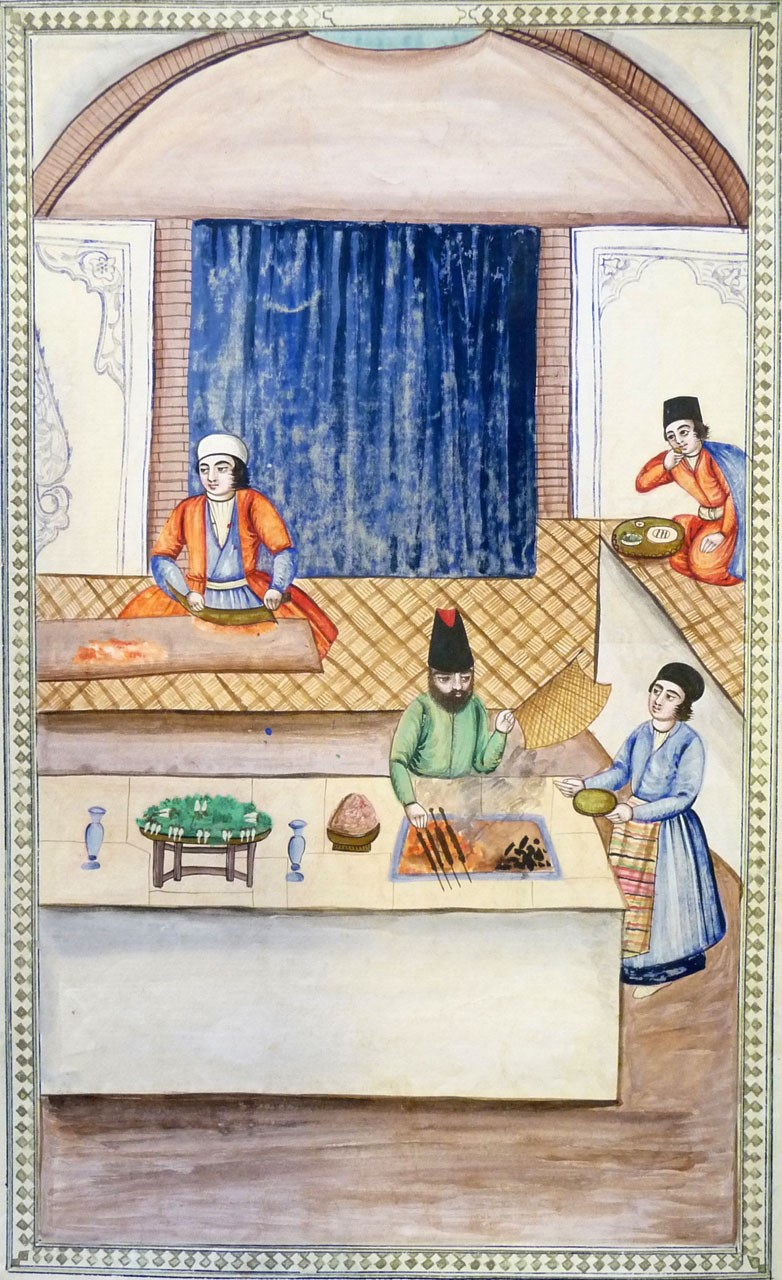
کباب‌فروشی در دوران قاجار

به نظر می‌رسد کباب نخستین‌بار توسط ایرانی‌ها در جایگاه فرهنگ غذایی ملت‌ها شناسایی شده‌است. نام کباب فارسی است و به همین شکل نیز در میان ملت‌های گوناگون استفاده می‌شود. از همین‌رو می‌توان گفت که ایرانی‌ها نخستین ملت در ثبت و در شناسایی آن به عنوان خوراک برای جهانیان بوده‌اند. آنچه که امروزه به‌عنوان کباب قفقازی و یا عربی و یا ترکی به جهان معرفی می‌شود، همگی به‌نوعی ریشه در فرهنگ خوراکی جهان ایرانی دارد. از معروفترین گونه‌های کباب‌های ایران می‌توان به کباب گلپایگان ،دنده کباب کرمانشاهی، کباب چنجه، کباب ترش، کباب کوبیده، کباب برگ، کباب سلطانی، کباب دوش، جوجه کباب، جوجه کباب دورنگ، کباب چوبی، کباب ترخونی، کباب حسینی، جوجه کباب بوقلمون، کباب شیشلیک، کباب بختیاری و… را نام برد.
- کباب چنجه از گوشت‌های تکه شده متوسط استفاده می‌شود.
- کباب ترش که کباب مخصوص استان گیلان است از گوشت گوساله تازه و مواد ترش‌کننده استفاده می‌شود، این مواد از رب انار ترش یا رب نارنج و مغز گردو ساییده تهیه می‌شود.
- دنده کباب کبابی کرمانشاهی است و معمولاً از گوشت چرخ شده دنده گوسفند تهیه می‌شود.[۴]
- کباب کوبیده از مواد گوشت چربی‌دار چرخ کرده و پیاز تهیه می‌شود.
- کباب برگ و سلطانی به دلیل برش‌های گوشت که پهن و بزرگ می‌باشند به این نام معروفند.
- کباب دوش از پشت گردن و دوش گاو تولید می‌شود و به دلیل دارا بودن رگه‌ها چربی لذیذی که در آن موجود است لذت کباب را دوچندان می‌کند. اندازه‌های آن هم مانند چنجه دارای برش‌های متوسط است. این نوع کباب هم از سری کباب‌هایی است که در استان گیلان و شهرستان رشت بسیار تولید و مصرف می‌شود و به عنوان یکی از غذاهای کبابی شهر رشت معروف است.
- جوجه کباب با دو نوع با استخوان و بدون استخوان تولید می‌شود که از گوشت مرغ یا جوجه استفاده می‌شود.
- جوجه ترش شبیه جوجه کباب است،این نوع کباب هم از سری کباب های استان  گیلان  و شهرستان  رشت  می باشد که با رب انار، مغز گردو و سبزیجات خاص سرو می‌شود.
- شیشلیک در گروه پرطرفدارترین کباب‌ها قرار دارد، و از جمله کباب‌های مخصوص استان خراسان می‌باشد که برای تهیهٔ آن از دنده گوسفند، گوساله یا گاو جوان استفاده می‌شود که باید با استخوان به سیخ کشیده شود.[۵]
- کباب بختیاری کبابی است که در سیخ آن یک در میان از تکه‌های گوشت و تکه‌های برش خورده مرغ استفاده می‌شود.[۶]

## واژه شناسی

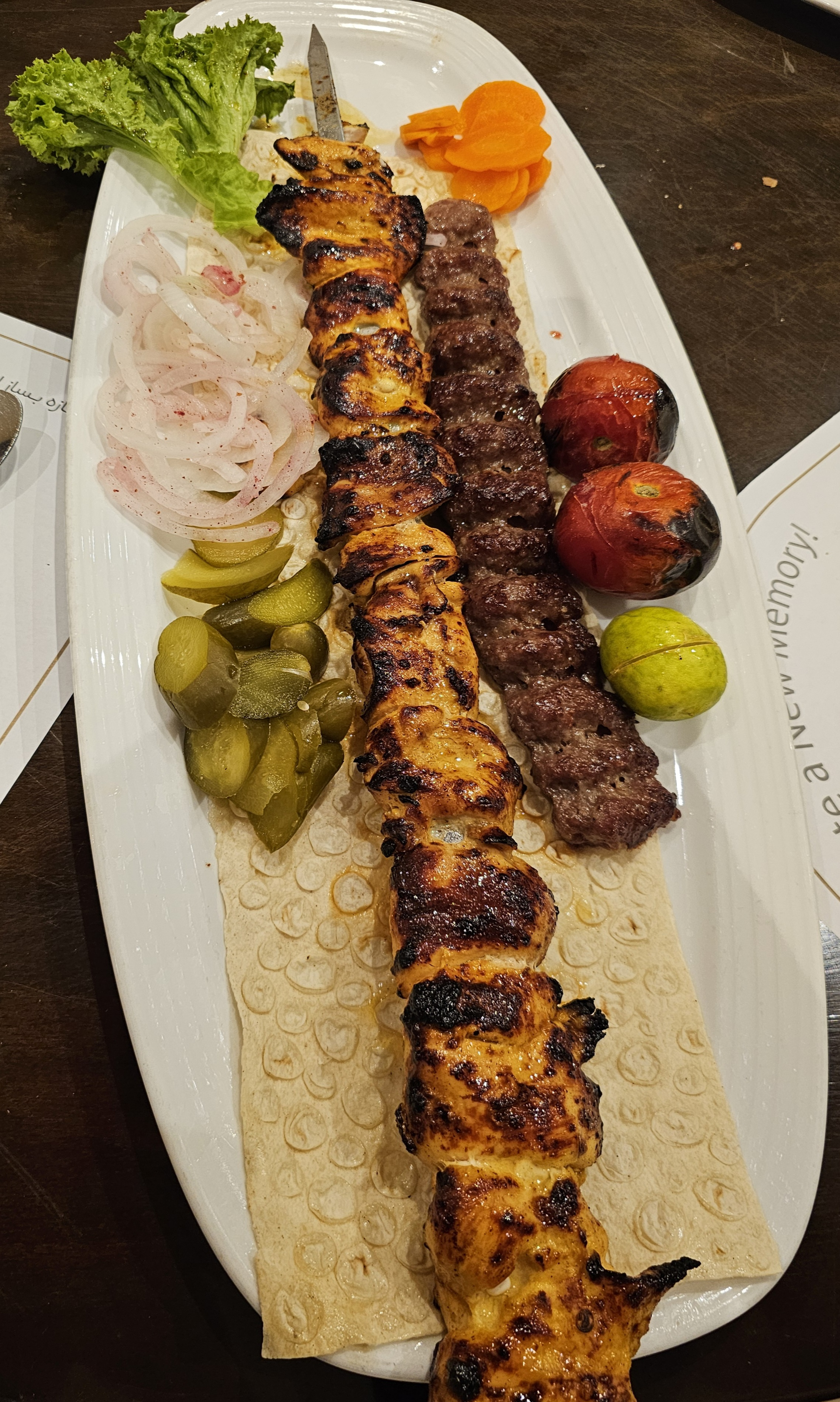
کباب وزیری(کوبیده با جوجه)

واژه کباب به وفور در ادبیات کهن و شعر پارسی بکار گرفته شده است. برای نمونه در اشعار فردوسی در شاهنامه که بیش از هزار سال پیش نوشته شده است بارها این واژه پارسی بکار برده شده است.
برافروختند آتش و زان کباب | بخوردند و کردند سر سوی آب. فردوسی.
همی پرورانیدشان سال و ماه | به مرغ و کباب و بره چند گاه. فردوسی.
پلاشان یکی آهو افگنده بود | کبابش بر آتش پراگنده بود. فردوسی.
بشد شیده نزدیک افراسیاب | دلش چون بر آتش نهاده کباب. فردوسی.
نبیره ٔ جهاندار افراسیاب | که از پشت شیران بریدی کباب. فردوسی.
او سخن می گوید و دل می برد | او نمک می ریزد و مردم کباب. سعدی.
لب و دندانت را حقوق نمک | هست بر جان و سینه های کباب. حافظ.